# Seo Hajin
Seo Hajin (* 9. November 1960 in Yŏngch'ŏn, Kyŏngsangbuk-do) ist eine südkoreanische Schriftstellerin.

## Leben
Seo Hajin wurde am 9. November 1960 in Yŏngch'ŏn, Provinz Nord-Kyŏngsang geboren. Hajin ist ein Künstlername, ihr Geburtsname ist Sŏ (Seo) Tŏk-sun (서덕순). Als Generalstaatsanwalt und Generaldirektor der Agency for National Security Planning (ANSP) (국가안전기획부) nahm ihr Vater eine sehr einflussreiche Position während des Militärregimes der 1980er Jahre ein. Obwohl sie die rechte Ideologie des Vaters ablehnte, war ihre Kindheit und Jugend doch geprägt von relativer Konfliktfreiheit ohne Proteste ihrerseits. Trotz ihres Gehorsams nach außen hin räumt sie jedoch ein, auch eine dunkle Seite zu besitzen, und behauptet, dass ihre besten Freunde die Bücher ihrer Tante waren. Diese Bücher erweckten letztlich ihr Verlangen, Schriftstellerin zu werden.
Seo debütierte 1994, als ihre Kurzgeschichte Schattenausflug (그림자 외출) in dem Journal Moderne Literatur (현대문학) veröffentlicht wurde. 1995 erregte sie mehr Aufmerksamkeit mit ihrem Werk Die Insel Chebu (제부도), eine mysteriöse Insel, die mit dem Festland über einen Pfad verbunden ist, der nur bei Ebbe auftaucht. Diese Geschichte beschäftigt sich mit den tragischen Folgen einer Liebesaffäre und stand in der engeren Auswahl für den Yi-Sang-Literaturpreis. Sie zog schließlich mehr Aufmerksamkeit auf sich als das Werk, das den Preis dann gewann. Viele ihrer frühen Werke haben „Schatten“ als Thema und handeln von Eheproblemen und außerehelichen Beziehungen. Auch wenn ihre Geschichten konventionelle Themen behandeln, fesseln ihre subtilen psychologischen Beschreibungen und ihr sparsamer literarischer Stil alle Leser gleichermaßen.
Jüngst geht sie noch einen Schritt weiter und beschäftigt sich mit der Bedeutung von Familie. Ihre Werke handeln nicht von zusammengefügten oder aufgelösten Familien, sondern von der ganz normalen Gemeinschaft, der wir alle angehören, und alle sind entweder Eltern, Kinder oder Geschwister. Seo erweist sich als begabte Schriftstellerin, die Konflikte und Schlichtungen innerhalb der Familie gut zu beobachten weiß.

## Arbeiten

### Koreanisch

#### Kurzgeschichtensammlungen
- 책 읽어주는 남자 Der Vorleser (1996)
- 사랑하는 방식은 다 다르다 Jeder liebt auf eine andere Weise (1998)
- 라벤더 향기 Lavendelduft (2000)
- 비밀 Geheimnis (2004)
- 요트 Yacht (2006)
- 착한 가족 Die brave Familie (2008)

#### Romane
- 다시 사랑한다 말할까 Soll ich noch einmal sagen, dass ich dich liebe? (2005)
- 나나 Nana (2011)

### Übersetzungen

#### Englisch
- Hong Gildong, Jimoondang (2007) ISBN 978-8988095911

## Auszeichnungen
- 2009 – 제02회 백신애문학상 (Paek Sin-ae Literaturpreis)
- 2004 – 제10회 한무숙문학상 (Han Mu-suk Literaturpreis)